# Gommerville (Senna Marittima)
Gommerville è un comune francese di 728 abitanti situato nel dipartimento della Senna Marittima nella regione della Normandia.

## Società

### Evoluzione demografica
Abitanti censiti